# Saison 2020-2021 des Maple Leafs de Toronto
Autres saisons
Saison précédente Saison suivante
La saison 2020-2021 des Maple Leafs de Toronto est la 93e saison de hockey sur glace jouée par la franchise dans la Ligue nationale de hockey. Cette saison est particulière, à cause de la pandémie de la Covid-19, débute en janvier et se dispute sur un calendrier condensé de 56 matchs.

## Avant-saison

### Contexte
Depuis l’arrivée d’Auston Matthews au sein de l’équipe, les Maple Leafs se qualifient à chaque fois en Séries éliminatoires, mais n’arrivent pas à gagner un tour. Malgré tous les joueurs de talent que contient cette équipe, le contingent manque de joueur de soutien, de joueurs d’expérience et la défense n’est pas dans les plus réputée de la ligue. Le directeur général effectue un recrutement pour combler ses lacunes, il offre un contrat à Zach Bogosian, Wayne Simmonds et Joe Thornton.

### Mouvements d’effectifs

#### Transactions
| Date            | Acquisition des Maple Leafs                                                                       | Partenaire d'échange      | Acquisition du partenaire                                                                           |
| --------------- | ------------------------------------------------------------------------------------------------- | ------------------------- | --------------------------------------------------------------------------------------------------- |
| 25 août 2020    | Evan Rodrigues, David Warsofsky, Filip Hållander et un choix de premier tour au Repêchage de 2020 | Penguins de Pittsburgh    | Kasperi Kapanen, Pontus Åberg et Jesper Lindgren                                                    |
| 10 octobre 2020 | Joey Anderson                                                                                     | Devils du New Jersey      | Andreas Johnsson                                                                                    |
| 15 février 2021 | Alexander Galchenyuk                                                                              | Hurricanes de la Caroline | Iegor Korchkov et David Warsofsky                                                                   |
| 12 mars 2021    | Veini Vehviläinen                                                                                 | Blue Jackets de Columbus  | Mikko Lehtonen                                                                                      |
| 9 avril 2021    | Riley Nash                                                                                        | Blue Jackets de Columbus  | un choix conditionnel de sixième tour au Repêchage de 2022 ou de septième tour au Repêchage de 2023 |
| 11 avril 2021   | Nicholas Foligno                                                                                  | Sharks de San José        | un choix de quatrième tour au Repêchage de 2021                                                     |
| 11 avril 2021   | Stefan Noesen                                                                                     | Blue Jackets de Columbus  | un choix de première tour au Repêchage de 2021 et un choix de quatrième tour au Repêchage de 2022   |
| 11 avril 2021   | David Rittich                                                                                     | Flames de Calgary         | un choix de troisième tour au Repêchage de 2022                                                     |
| 12 avril 2021   | Ben Hutton                                                                                        | Ducks d'Anaheim           | un choix de cinquième tour au Repêchage de 2022                                                     |
| 12 avril 2021   | Antti Suomela                                                                                     | Sharks de San José        | Aleksandr Barabanov                                                                                 |
| 17 juillet 2021 | Jared McCann                                                                                      | Penguins de Pittsburgh    | Filip Hållander et un choix de septième tour au Repêchage de 2023                                   |

#### Signatures d'agent libre
| Joueur              | Date            | Ancienne franchise           | Durée du contrat |
| ------------------- | --------------- | ---------------------------- | ---------------- |
| Wayne Simmonds      | 9 octobre 2020  | Sabres de Buffalo            | 1 an             |
| Thomas James Brodie | 9 octobre 2020  | Flames de Calgary            | 4 ans            |
| Travis Boyd         | 10 octobre 2020 | Capitals de Washington       | 1 an             |
| Zach Bogosian       | 11 octobre 2020 | Lightning de Tampa Bay       | 1 an             |
| James Vesey         | 12 octobre 2020 | Sabres de Buffalo            | 1 an             |
| Aaron Dell          | 14 octobre 2020 | Sharks de San José           | 1 an             |
| Joseph Thornton     | 16 octobre 2020 | Sharks de San José           | 1 an             |
| Michael Hutchinson  | 30 octobre 2020 | Avalanche du Colorado        | 2 ans            |
| Scott Sabourin      | 7 février 2021  | Sénateurs d'Ottawa           | 1 an             |
| Alexander Steeves   | 28 mars 2021    | Fighting Irish de Notre-Dame | 3 ans            |
| Rodion Amirov       | 15 avril 2021   | Salavat Ioulaïev Oufa        | 3 ans            |
| Kirill Semionov     | 5 mai 2021      | Avangard Omsk                | 1 an             |
| Erik Källgren       | 19 mai 2021     | Frölunda HC                  | 2 ans            |
| Pontus Holmberg     | 4 juin 2021     | Växjö Lakers HC              | 2 ans            |

#### Départs d'agent libre
| Joueur            | Date            | Franchise suivante        |
| ----------------- | --------------- | ------------------------- |
| Evan Rodrigues    | 9 octobre 2020  | Penguins de Pittsburgh    |
| Miikka Salomäki   | 9 octobre 2020  | Avalanche du Colorado     |
| Tyson Barrie      | 10 octobre 2020 | Oilers d'Edmonton         |
| Kyle Clifford     | 11 octobre 2020 | Blues de Saint-Louis      |
| Kasimir Kaskisuo  | 13 octobre 2020 | Predators de Nashville    |
| Jeremy Bracco     | 16 octobre 2020 | Hurricanes de la Caroline |
| Tyler Gaudet      | 16 octobre 2020 | Marlies de Toronto        |
| Cody Ceci         | 17 octobre 2020 | Penguins de Pittsburgh    |
| Frédérik Gauthier | 11 janvier 2021 | Coyotes de l'Arizona      |
| Kevin Gravel      | 25 janvier 2021 | Condors de Bakersfield    |
| Garrett Wilson    | 26 janvier 2021 | Phantoms de Lehigh Valley |
| Matthew Lorito    | 30 janvier 2021 | Gulls de San Diego        |
| Antti Suomela     | 15 juin 2021    | Marlies de Toronto        |

#### Prolongations de contrat
| Joueur         | Date            | Durée du contrat |
| -------------- | --------------- | ---------------- |
| Denis Malgin   | 2 octobre 2020  | 1 an             |
| Jason Spezza   | 2 octobre 2020  | 1 an             |
| Ilia Mikheïev  | 2 octobre 2020  | 2 ans            |
| Travis Dermott | 2 octobre 2020  | 1 an             |
| Joey Anderson  | 2 octobre 2020  | 3 ans            |
| Jason Spezza   | 16 juin 2021    | 1 an             |
| Wayne Simmonds | 29 juin 2021    | 2 ans            |
| Travis Dermott | 8 juillet 2021  | 2 ans            |
| Joseph Woll    | 17 juillet 2021 | 1 an             |

#### Départ au ballotage
| Joueur      | Date            | Franchise suivante   |
| ----------- | --------------- | -------------------- |
| Aaron Dell  | 18 janvier 2021 | Devils du New Jersey |
| James Vesey | 17 mars 2021    | Canucks de Vancouver |
| Travis Boyd | 22 mars 2021    | Canucks de Vancouver |

### Joueurs repêchés
Les Maple Leafs possèdent le 15e choix lors du repêchage de 2020 se déroulant virtuellement. Ils sélectionnent au premier tour Rodion Amirov, Ailier gauche du Salavat Ioulaïev Oufa de la  Ligue continentale de hockey. La liste des joueurs repêchés en 2020 par les est la suivante :
| Tour | Choix | Nom                 | Poste          | Nationalité | Équipe précédente               |
| ---- | ----- | ------------------- | -------------- | ----------- | ------------------------------- |
| 1    | 15    | Rodion Amirov       | Ailier gauche  | Russie      | Salavat Ioulaïev Oufa (KHL)     |
| 2    | 59    | Roni Hirvonen       | Centre         | Finlande    | Ässät (SM-liiga)                |
| 3    | 64    | Topi Niemela        | Défenseur      | Finlande    | Kärpät Oulu (SM-liiga)          |
| 4    | 106   | Artour Akhtiamov    | Gardien de but | Russie      | Irbis Kazan (MHL)               |
| 4    | 122   | William Villeneuve  | Défenseur      | Canada      | Sea Dogs de Saint-Jean (LHJMQ)  |
| 5    | 137   | Dmitri Ovtchinnikov | Centre         | Russie      | Sibirskie Snaipery (MHL)        |
| 6    | 168   | Veeti Miettinen     | Ailier droit   | Finlande    | Espoo Blues Jr. (Jr. A Liiga)   |
| 6    | 177   | Axel Rindell        | Défenseur      | Finlande    | Jukurit Mikkeli (SM-liiga)      |
| 6    | 180   | Joe Miller          | Centre         | États-Unis  | Steel de Chicago (USHL)         |
| 7    | 189   | John Fusco          | Défenseur      | États-Unis  | Crimson d'Harvard (NCAA)        |
| 7    | 195   | Wyatt Schingoethe   | Centre         | États-Unis  | Black Hawks de Waterloo (USHL)  |
| 7    | 213   | Ryan Tverberg       | Centre         | Canada      | Canadiens Jr. de Toronto (LHJO) |

Les Maple Leafs ont également cédé quatre de leurs choix d'origine :
- le 13e, un choix de premier tour aux Hurricanes de la Caroline le 22 juin 2019 en compagnie de Patrick Marleau et d'un choix de septième tour en 2020 (199e au total), en retour d'un choix de sixième tour en 2020 (177e au total)[56].
- le 44e, un choix de deuxième tour aux Sénateurs d'Ottawa le 7 octobre 2020 en retour d'un choix de deuxième tour et d'un choix de troisième tour en 2020 (59e et 64e au total)[52].
- le 75e, un choix de troisième tour acquis par l'Avalanche du Colorado lors d'un échange le 1er juillet 2019 en compagnie de Nazem Kadri et de Calle Rosén, en retour de Tyson Barrie, d'Alexander Kerfoot et d'un choix de sixième tour en 2020 (180e au total)[57].
- le 199e, un choix de septième tour acquis par les Hurricanes de la Carolinelors d'un échange le 22 juin 2019, en retour de Patrick Marleau et d'un choix de premier tour (13e au total), en retour d'un choix de sixième tour en 2020 (177e au total)[56].

## Composition de l'équipe
L'équipe 2020-2021 des Maple Leafs est entraînée au départ par Sheldon Keefe, assisté de Steve Brière, Dave Hakstol, de Sam Kim, Paul MacLean et Manny Malhotra ; le directeur général de la franchise est Kyle Dubas.
Les joueurs utilisés depuis le début de la saison sont inscrits dans le tableau ci-dessous. Les buts des séances de tir de fusillade ne sont pas comptés dans ces statistiques. Certains des joueurs ont également joué des matchs avec l'équipe associée aux Maple Leafs : les Marlies de Toronto, franchise de la Ligue américaine de hockey.
En raison de la pandémie, la ligue met en place un encadrement élargis appelé Taxi-squad. Il s'agit de joueurs se tenant à disposition avec l'équipe prêt à remplacer un joueur qui serait tester positif à la COVID-19. Douze parmi eux n'ont disputé aucune rencontre avec les Maple Leafs, il s'agit de Semen Der-Arguchintsev, de Joseph Duszak, de Mac Hollowell, de Teemu Kivihalme, de Filip Král, de Denis Malgin, de Martin Marinčin, de Calle Rosén, de Kristiāns Rubīns, d’Ian Scott, de Veini Vehviläinen et de Joseph Woll.
| No | Nationalité        | Joueur             | Poste | PJ | V  | D | DP | Min   | BC | BL | Moy  | %Arr | A | Pun | Commentaire                                     |
| -- | ------------------ | ------------------ | ----- | -- | -- | - | -- | ----- | -- | -- | ---- | ---- | - | --- | ----------------------------------------------- |
| 30 | Canada             | Michael Hutchinson | G     | 8  | 4  | 2 | 1  | 422   | 17 | 1  | 2,42 | 91,9 | 0 | 0   |                                                 |
| 31 | Danemark           | Frederik Andersen  | G     | 24 | 13 | 8 | 3  | 1 420 | 70 | 0  | 2,96 | 89,5 | 1 | 0   |                                                 |
| 33 | République tchèque | David Rittich      | G     | 4  | 1  | 1 | 1  | 221   | 10 | 0  | 2,72 | 88,8 | 0 | 0   | A commencé la saison avec les Flames de Calgary |
| 36 | États-Unis         | Jack Campbell      | G     | 22 | 17 | 3 | 2  | 1 284 | 46 | 2  | 2,15 | 92,1 | 0 | 0   |                                                 |

| No | Nationalité | Joueur              | Poste | PJ | B | A  | Pts | Pun | +/- | Commentaire                                        |
| -- | ----------- | ------------------- | ----- | -- | - | -- | --- | --- | --- | -------------------------------------------------- |
| 3  | États-Unis  | Justin Holl         | D     | 55 | 2 | 18 | 20  | 25  | 16  |                                                    |
| 8  | Canada      | Jake Muzzin         | D     | 53 | 4 | 23 | 27  | 29  | 21  | assistant capitaine                                |
| 22 | États-Unis  | Zach Bogosian       | D     | 45 | 0 | 4  | 4   | 49  | 7   |                                                    |
| 23 | Canada      | Travis Dermott      | D     | 51 | 2 | 4  | 6   | 19  | -1  |                                                    |
| 37 | Suède       | Timothy Liljegren   | D     | 2  | 0 | 0  | 0   | 2   | 1   |                                                    |
| 38 | Suède       | Rasmus Sandin       | D     | 9  | 0 | 4  | 4   | 0   | 6   |                                                    |
| 44 | Canada      | Morgan Rielly       | D     | 55 | 5 | 30 | 35  | 14  | 11  | assistant capitaine                                |
| 46 | Finlande    | Mikko Lehtonen      | D     | 9  | 0 | 3  | 3   | 4   | 1   | A fini la saison avec les Blue Jackets de Columbus |
| 55 | Canada      | Ben Hutton          | D     | 4  | 0 | 0  | 0   | 0   | 0   | A commencé la saison avec les Ducks d'Anaheim      |
| 78 | Canada      | Thomas James Brodie | D     | 56 | 1 | 13 | 14  | 12  | 23  |                                                    |

| No | Nationalité | Joueur               | Poste | PJ | B  | A  | Pts | Pun | +/- | Commentaire                                            |
| -- | ----------- | -------------------- | ----- | -- | -- | -- | --- | --- | --- | ------------------------------------------------------ |
| 11 | Canada      | Zach Hyman           | AG    | 43 | 15 | 18 | 33  | 28  | 19  | assistant capitaine                                    |
| 12 | États-Unis  | Alexander Galchenyuk | C     | 26 | 4  | 8  | 12  | 14  | -2  | A commencé la saison avec les Sénateurs d'Ottawa       |
| 15 | Canada      | Alexander Kerfoot    | C     | 56 | 8  | 15 | 23  | 12  | 2   |                                                        |
| 16 | Canada      | Mitchell Marner      | AD    | 55 | 20 | 47 | 67  | 20  | 21  | assistant capitaine                                    |
| 19 | Canada      | Jason Spezza         | C     | 54 | 10 | 20 | 30  | 6   | 3   |                                                        |
| 20 | États-Unis  | Kenneth Agostino     | AG    | 1  | 0  | 0  | 0   | 0   | 0   |                                                        |
| 24 | Canada      | Wayne Simmonds       | AD    | 38 | 7  | 2  | 9   | 45  | -3  |                                                        |
| 26 | États-Unis  | James Vesey          | AG    | 30 | 5  | 2  | 7   | 4   | -4  | A fini la saison avec les Canucks de Vancouver         |
| 26 | États-Unis  | Stefan Noesen        | AD    | 1  | 0  | 0  | 0   | 0   | 0   | A commencé la saison avec les Sharks de San José       |
| 28 | États-Unis  | Joey Anderson        | AD    | 1  | 0  | 0  | 0   | 2   | 1   |                                                        |
| 34 | États-Unis  | Auston Matthews      | C     | 52 | 41 | 25 | 66  | 10  | 21  | assistant capitaine                                    |
| 47 | Suède       | Pierre Engvall       | AG    | 42 | 7  | 5  | 12  | 16  | 2   |                                                        |
| 49 | Canada      | Scott Sabourin       | AD    | 1  | 0  | 0  | 0   | 5   | 0   |                                                        |
| 61 | Canada      | Nicolas Petan        | C     | 7  | 0  | 1  | 1   | 4   | -2  |                                                        |
| 65 | Russie      | Ilia Mikheïev        | AD    | 54 | 7  | 10 | 17  | 6   | 5   |                                                        |
| 71 | États-Unis  | Nicholas Foligno     | AG    | 7  | 0  | 4  | 4   | 4   | 5   | A commencé la saison avec les Blue Jackets de Columbus |
| 72 | États-Unis  | Travis Boyd          | C     | 20 | 3  | 5  | 8   | 2   | 1   | A fini la saison avec les Canucks de Vancouver         |
| 77 | Canada      | Adam Brooks          | C     | 11 | 4  | 1  | 5   | 0   | 4   |                                                        |
| 88 | Canada      | William Nylander     | AD    | 51 | 17 | 25 | 42  | 16  | 10  |                                                        |
| 89 | États-Unis  | Nicholas Robertson   | AG    | 6  | 0  | 1  | 1   | 0   | 1   |                                                        |
| 91 | Canada      | John Tavares         | C     | 56 | 19 | 31 | 50  | 14  | 12  | capitaine de l'équipe                                  |
| 94 | Russie      | Aleksandr Barabanov  | AG    | 13 | 0  | 1  | 1   | 4   | 1   | A fini la saison avec les Sharks de San José           |
| 97 | Canada      | Joseph Thornton      | C     | 44 | 5  | 15 | 20  | 14  | 6   |                                                        |

## Saison régulière

### Match après match
Cette section présente les résultats de la saison régulière qui s'est déroulée du 13 janvier au 12 mai. Le calendrier de cette dernière est annoncé par la ligue le 23 décembre 2020.
Nota : les résultats sont indiqués dans la boîte déroulante ci-dessous afin de ne pas surcharger l'affichage de la page. La colonne « Fiche » indique à chaque match le parcours de l'équipe au niveau des victoires, défaites et défaites en prolongation ou lors de la séance de tir de fusillade (dans l'ordre). La colonne « Pts » indique les points récoltés par l'équipe au cours de la saison. Une victoire rapporte deux points et une défaite en prolongation, un seul.
| No | Date       | Adversaire            | Lieu      | Score    | Buteur(s) des Maple Leafs | Fiche   | Pts | Gardien de but | Patinoire             | Résumé     |
| -- | ---------- | --------------------- | --------- | -------- | --- | ------- | --- | -------------- | --------------------- | ---------- |
| 1  | 13 janvier | Canadiens             | Toronto   | 5-4 (P)  | Nylander (Holl - Tavares) Nylander (Spezza - Hyman) Tavares (Marner - Andersen) Vesey (Nylander) Rielly (Tavares - Matthews)                                                                          | 1-0-0   | 2   | Andersen       | Scotiabank Arena      | [ fdm 1 ]  |
| 2  | 15 janvier | Sénateurs d'Ottawa    | Ottawa    | 3-5      | Hyman (Tavares - Nylander) Kerfoot (Holl - Mikheyev) Tavares | 1-1-0   | 2   | Andersen       | Centre Canadian Tire  | [ fdm 2 ]  |
| 3  | 16 janvier | Sénateurs d'Ottawa    | Ottawa    | 2-3      | Thornton (Marner - Brodie) Marner (Matthews) Matthews (Marner - Thornton) | 2-1-0   | 4   | Campbell       | Centre Canadian Tire  | [ fdm 3 ]  |
| 4  | 18 janvier | Jets de Winnipeg      | Toronto   | 3-1      | Tavares (Nylander - Muzzin) Marner (Holl - Matthews) Marner (Kerfoot - Holl) | 3-1-0   | 6   | Andersen       | Scotiabank Arena      | [ fdm 4 ]  |
| 5  | 20 janvier | Oilers d'Edmonton     | Toronto   | 1-3      | Matthews (Hyman - Brodie) | 3-2-0   | 6   | Andersen       | Scotiabank Arena      | [ fdm 5 ]  |
| 6  | 22 janvier | Oilers d'Edmonton     | Toronto   | 4-2      | Brooks (Spezza - Brodie) Vesey (Nylander - Kerfoot) Tavares (Marner - Nylander) Marner | 4-2-0   | 8   | Andersen       | Scotiabank Arena      | [ fdm 6 ]  |
| 7  | 24 janvier | Flames de Calgary     | Calgary   | 2-3      | Muzzin (Marner - Rielly) Simmonds (Marner - Rielly) Matthews (Spezza - Rielly) | 5-2-0   | 10  | Campbell       | Scotiabank Saddledome | [ fdm 7 ]  |
| 8  | 26 janvier | Flames de Calgary     | Calgary   | 3-4      | Simmonds (Holl - Vesey) Matthews (Marner - Rielly) Boyd (Engvall - Muzzin) Marner (Matthews - Rielly)                                                                                                 | 6-2-0   | 12  | Andersen       | Scotiabank Saddledome | [ fdm 8 ]  |
| 9  | 28 janvier | Oilers d'Edmonton     | Edmonton  | 3-4      | Spezza (Boyd) Nylander (Tavares - Spezza) Simmonds (Marner - Rielly) Matthews (Brodie - Kerfoot) | 7-2-0   | 14  | Andersen       | Rogers Place          | [ fdm 9 ]  |
| 10 | 30 janvier | Oilers d'Edmonton     | Edmonton  | 4-3 (P)  | Nylander (Tavares - Mikheyev) Matthews (Marner - Muzzin) Hyman (Tavares - Lehtonen) | 7-2-1   | 15  | Andersen       | Rogers Place          | [ fdm 10 ] |
| 11 | 4 février  | Canucks de Vancouver  | Toronto   | 7-3      | Matthews (Muzzin - Marner) Spezza (Rielly - Nylander) Matthews (Marner - Hyman) Spezza (Petan - Boyd) Tavares (Nylander - Rielly) Spezza (Nylander - Muzzin) Marner (Bogosian - Boyd)                 | 8-2-1   | 17  | Andersen       | Scotiabank Arena      | [ fdm 11 ] |
| 12 | 6 février  | Canucks de Vancouver  | Toronto   | 5-1      | Simmonds (Marner - Rielly) Matthews (Marner - Hyman) Hyman (Lehtonen - Marner) Matthews Simmonds (Lehtonen - Tavares)                                                                                 | 9-2-1   | 19  | Andersen       | Scotiabank Arena      | [ fdm 12 ] |
| 13 | 8 février  | Canucks de Vancouver  | Toronto   | 3-1      | Rielly Matthews (Marner - Sandin) Kerfoot (Mikheyev) | 10-2-1  | 21  | Andersen       | Scotiabank Arena      | [ fdm 13 ] |
| 14 | 10 février | Canadiens de Montréal | Montréal  | 2-4      | Dermott (Muzzin - Tavares) Holl (Tavares - Muzzin) Mikheyev (Kerfoot - Hyman) Hyman (Matthews - Muzzin)                                                                                               | 11-2-1  | 23  | Andersen       | Centre Bell           | [ fdm 14 ] |
| 15 | 13 février | Canadiens de Montréal | Toronto   | 1-2      | Marner (Matthews - Hyman) | 11-3-1  | 23  | Andersen       | Scotiabank Arena      | [ fdm 15 ] |
| 16 | 15 février | Sénateurs d'Ottawa    | Toronto   | 5-6 (P)  | Matthews (Thornton - Marner) Boyd (Spezza) Engvall (Kerfoot - Brodie) Thornton (Matthews) Matthews (Rielly - Tavares)                                                                                 | 11-3-2  | 24  | Andersen       | Scotiabank Arena      | [ fdm 16 ] |
| 17 | 17 février | Sénateurs d'Ottawa    | Toronto   | 2-1      | Matthews (Holl - Muzzin) Kerfoot (Thornton - Muzzin) | 12-3-2  | 26  | Andersen       | Scotiabank Arena      | [ fdm 17 ] |
| 18 | 18 février | Sénateurs d'Ottawa    | Toronto   | 7-3      | Matthews (Rielly - Thornton) Thornton (Muzzin - Marner) Matthews (Marner - Thornton) Mikheyev (Nylander - Kerfoot) Marner (Rielly - Matthews) Nylander (Spezza - Matthews) Tavares (Marner - Kerfoot) | 13-3-2  | 28  | Hutchinson     | Scotiabank Arena      | [ fdm 18 ] |
| 19 | 20 février | Canadiens de Montréal | Montréal  | 3-5      | Matthews (Marner - Rielly) Boyd (Thornton - Matthews) Marner (Matthews - Bogosian) Matthews (Rielly - Marner) Kerfoot (Spezza - Tavares)                                                              | 14-3-2  | 30  | Andersen       | Centre Bell           | [ fdm 19 ] |
| 20 | 22 février | Flames de Calgary     | Toronto   | 0-3      | | 14-4-2  | 30  | Hutchinson     | Scotiabank Arena      | [ fdm 20 ] |
| 21 | 24 février | Flames de Calgary     | Toronto   | 2-1 (P)  | Nylander (Hyman - Matthews) Nylander (Matthews - Holl) | 15-4-2  | 32  | Hutchinson     | Scotiabank Arena      | [ fdm 21 ] |
| 22 | 27 février | Oilers d'Edmonton     | Edmonton  | 0-4      | Nylander (Marner - Tavares) Marner (Tavares - Thornton) Spezza (Vesey - Brodie) Hyman (Engvall - Muzzin)                                                                                              | 16-4-2  | 34  | Campbell       | Rogers Place          | [ fdm 22 ] |
| 23 | 1er mars   | Oilers d'Edmonton     | Edmonton  | 0-3      | Hyman (Rielly - Mikheyev) Nylander Rielly (Marner - Nylander) | 17-4-2  | 36  | Hutchinson     | Rogers Place          | [ fdm 23 ] |
| 24 | 3 mars     | Oilers d'Edmonton     | Edmonton  | 1-6      | Vesey (Boyd - Spezza) Vesey (Spezza - Boyd) Tavares (Thornton - Marner) Mikheyev (Hyman - Engvall) Nylander (Tavares - Rielly) Hyman (Spezza - Brodie)                                                | 18-4-2  | 38  | Andersen       | Rogers Place          | [ fdm 24 ] |
| 25 | 4 mars     | Canucks de Vancouver  | Vancouver | 3-1      | Engvall (Mikheyev) | 18-5-2  | 38  | Hutchinson     | Rogers Arena          | [ fdm 25 ] |
| 26 | 6 mars     | Canucks de Vancouver  | Vancouver | 4-2      | Tavares (Kerfoot - Holl) Vesey (Brodie - Spezza) | 18-6-2  | 38  | Andersen       | Rogers Arena          | [ fdm 26 ] |
| 27 | 9 mars     | Jets de Winnipeg      | Toronto   | 3-4      | Hyman (Brodie) Matthews (Rielly - Marner) Matthews (Tavares - Nylander) | 18-7-2  | 38  | Andersen       | Scotiabank Arena      | [ fdm 27 ] |
| 28 | 11 mars    | Jets de Winnipeg      | Toronto   | 4-3 (P)  | Marner (Matthews - Brodie) Nylander (Tavares - Rielly) Mikheyev (Kerfoot - Engvall) Matthews (Rielly - Marner)                                                                                        | 19-7-2  | 40  | Andersen       | Scotiabank Arena      | [ fdm 28 ] |
| 29 | 13 mars    | Jets de Winnipeg      | Toronto   | 2-5      | Muzzin (Marner) Nylander (Thornton - Holl) | 19-8-2  | 40  | Andersen       | Scotiabank Arena      | [ fdm 29 ] |
| 30 | 14 mars    | Sénateurs d'Ottawa    | Ottawa    | 4-3      | Hyman (Matthews - Rielly) Hyman (Nylander - Tavares) Tavares (Hyman - Marner) | 19-9-2  | 40  | Andersen       | Centre Canadian Tire  | [ fdm 30 ] |
| 31 | 19 mars    | Flames de Calgary     | Toronto   | 3-4      | Spezza (Rielly - Simmonds) Kerfoot (Bogosian - Dermott) Marner | 19-10-2 | 40  | Andersen       | Scotiabank Arena      | [ fdm 31 ] |
| 32 | 20 mars    | Flames de Calgary     | Toronto   | 2-0      | Spezza (Muzzin) Hyman (Tavares - Galchenyuk) | 20-10-2 | 42  | Campbell       | Scotiabank Arena      | [ fdm 32 ] |
| 33 | 25 mars    | Sénateurs d'Ottawa    | Ottawa    | 2-3 (P)  | Mikheyev (Brodie - Hyman) Spezza (Kerfoot) Holl (Marner - Matthews) | 21-10-2 | 44  | Campbell       | Centre Canadian Tire  | [ fdm 33 ] |
| 34 | 27 mars    | Oilers d'Edmonton     | Toronto   | 4-3 (P)  | Engvall (Matthews - Marner) Tavares (Galchenyuk - Nylander) Nylander (Holl - Galchenyuk) Matthews (Rielly)                                                                                            | 22-10-2 | 46  | Campbell       | Scotiabank Arena      | [ fdm 34 ] |
| 35 | 29 mars    | Oilers d'Edmonton     | Toronto   | 3-2 (P)  | Marner (Hyman - Holl) Matthews (Marner - Holl) | 22-10-3 | 47  | Hutchinson     | Scotiabank Arena      | [ fdm 35 ] |
| 36 | 31 mars    | Jets de Winnipeg      | Winnipeg  | 1-3      | Matthews (Hyman - Marner) Hyman (Matthews - Marner) Kerfoot (Mikheyev - Rielly) | 23-10-3 | 49  | Campbell       | Bell MTS Place        | [ fdm 36 ] |
| 37 | 2 avril    | Jets de Winnipeg      | Winnipeg  | 1-2 (TF) | Dermott (Spezza - Bogosian) · TF : Spezza - Matthews | 24-10-3 | 51  | Campbell       | Bell MTS Place        | [ fdm 37 ] |
| 38 | 4 avril    | Flames de Calgary     | Calgary   | 2-4      | Rielly (Matthews) Galchenyuk (Tavares - Nylander) Tavares (Nylander - Muzzin) Matthews (Marner - Hyman)                                                                                               | 25-10-3 | 53  | Hutchinson     | Scotiabank Saddledome | [ fdm 38 ] |
| 39 | 5 avril    | Flames de Calgary     | Calgary   | 3-5      | Spezza (Kerfoot - Dermott) Matthews (Nylander - Brodie) Simmonds (Engvall) Matthews (Tavares - Hyman) Tavares (Muzzin - Nylander)                                                                     | 26-10-3 | 55  | Campbell       | Scotiabank Saddledome | [ fdm 39 ] |
| 40 | 7 avril    | Canadiens de Montréal | Toronto   | 3-2      | Matthews (Mikheyev - Hyman) Brodie (Barabonv - Simmonds) Hyman (Matthews - Marner) | 27-10-3 | 57  | Campbell       | Scotiabank Arena      | [ fdm 40 ] |
| 41 | 10 avril   | Sénateurs d'Ottawa    | Toronto   | 6-5      | Matthews (Marner) Matthews (Marner - Rielly) Marner (Galchenyuk - Matthews) Matthews (Marner - Galchenyuk) Mikheyev (Hyman - Dermott) Hyman (Tavares - Mikheyev)                                      | 28-10-3 | 59  | Campbell       | Scotiabank Arena      | [ fdm 41 ] |
| 42 | 12 avril   | Canadiens de Montréal | Montréal  | 2-4      | Matthews (Marner - Rielly) Tavares (Mikheyev - Hyman) | 28-11-3 | 59  | Campbell       | Centre Bell           | [ fdm 42 ] |
| 43 | 13 avril   | Flames de Calgary     | Toronto   | 2-3 (P)  | Hyman (Rielly - Tavares) Kerfoot (Tavares - Hyman) | 28-11-4 | 60  | Rittich        | Scotiabank Arena      | [ fdm 43 ] |
| 44 | 15 avril   | Jets de Winnipeg      | Toronto   | 2-5      | Galchenyuk (Marner - Tavares) Tavares (Spezza - Robertson) | 28-12-4 | 60  | Campbell       | Scotiabank Arena      | [ fdm 44 ] |
| 45 | 18 avril   | Canucks de Vancouver  | Vancouver | 3-2 (P)  | Nylander (Tavares) Matthews (Nylander - Tavares) | 28-12-5 | 61  | Campbell       | Rogers Arena          | [ fdm 45 ] |
| 46 | 20 avril   | Canucks de Vancouver  | Vancouver | 6-3      | Tavares (Nylander - Kerfoot) Tavares (Nylander - Matthews) Brooks (Marner - Holl) | 28-13-5 | 61  | Rittich        | Rogers Arena          | [ fdm 46 ] |
| 47 | 22 avril   | Jets de Winnipeg      | Winnipeg  | 3-5      | Matthews (Marner) Simmonds (Tavares - Holl) Spezza (Thornton - Muzzin) Marner (Matthews) Marner (Foligno - Matthews)                                                                                  | 29-13-5 | 63  | Campbell       | Bell MTS Place        | [ fdm 47 ] |
| 48 | 24 avril   | Jets de Winnipeg      | Winnipeg  | 1-4      | Thornton (Spezza - Brooks) Marner (Muzzin - Foligno) Tavares (Nylander - Sandin) Kerfoot (Mikheyev - Holl)                                                                                            | 30-13-5 | 65  | Campbell       | Bell MTS Place        | [ fdm 48 ] |
| 49 | 28 avril   | Canadiens de Montréal | Montréal  | 1-4      | Nylander (Marner - Rielly) Matthews (Foligno - Rielly) Muzzin (Spezza - Thornton) Brooks (Spezza - Holl)                                                                                              | 31-13-5 | 67  | Campbell       | Centre Bell           | [ fdm 49 ] |
| 50 | 29 avril   | Canucks de Vancouver  | Toronto   | 4-1      | Nylander (Galchenyuk - Tavares) Matthews (Marner - Thornton) Engvall (Sandin - Spezza) Marner (Kerfoot)                                                                                               | 32-13-5 | 69  | Rittich        | Scotiabank Arena      | [ fdm 50 ] |
| 51 | 1er mai    | Canucks de Vancouver  | Toronto   | 5-1      | Matthews (Marner - Foligno) Matthews (Marner) Brooks (Holl - Spezza) Galchenyuk (Nylander - Tavares) Thornton (Dermott - Rielly)                                                                      | 33-13-5 | 71  | Campbell       | Scotiabank Arena      | [ fdm 51 ] |
| 52 | 3 mai      | Canadiens de Montréal | Montréal  | 3-2 (P)  | Rielly (Galchenyuk - Nylander) Matthews (Muzzin - Thornton) | 33-13-6 | 72  | Campbell       | Centre Bell           | [ fdm 52 ] |
| 53 | 6 mai      | Canadiens de Montréal | Toronto   | 5-2      | Galchenyuk (Nylander - Tavares) Tavares (Muzzin) Engvall (Spezza - Brodie) Marner (Thornton- Sandin) Matthews - Marner - Muzzin)                                                                      | 34-13-6 | 74  | Campbell       | Scotiabank Arena      | [ fdm 53 ] |
| 54 | 8 mai      | Canadiens de Montréal | Toronto   | 3-2      | Engvall (Spezza - Holl) Nylander (Tavares - Muzzin) Marner (Matthews) | 35-13-6 | 76  | Campbell       | Scotiabank Arena      | [ fdm 54 ] |
| 55 | 12 mai     | Sénateurs d'Ottawa    | Ottawa    | 4-3 (P)  | Muzzin (Thornton - Kerfoot) Tavares (Nylander - Muzzin) Matthews | 35-13-7 | 77  | Andersen       | Centre Canadian Tire  | [ fdm 55 ] |
| 56 | 14 mai     | Jets de Winnipeg      | Winnipeg  | 4-2      | Engvall (Galchenyuk - Rielly) Mikheyev (Muzzin - Kerfoot) | 35-14-7 | 77  | Campbell       | Bell MTS Place        | [ fdm 56 ] |

### Classement de l'équipe
L'équipe des Maple Leafs finit à la première place de la division Nord Scotia et se qualifient pas pour les Séries éliminatoires, ils sont donc sacrés champions de la division. Au niveau de la Ligue nationale de hockey, cela les place à la sixième place, les premiers étant l'Avalanche du Colorado avec huitante-deux points.
| Clt   | Équipe                | PJ | V  | D  | DP | BP  | BC  | Pts |
| ----- | --------------------- | -- | -- | -- | -- | --- | --- | --- |
| +001, | Maple Leafs           | 56 | 35 | 13 | 7  | 185 | 144 | 77  |
| +002, | Oilers d'Edmonton     | 56 | 35 | 19 | 2  | 183 | 154 | 72  |
| +003, | Jets de Winnipeg      | 56 | 30 | 23 | 3  | 170 | 154 | 63  |
| +004, | Canadiens de Montréal | 56 | 24 | 21 | 11 | 159 | 168 | 59  |
| +005, | Flames de Calgary     | 56 | 26 | 27 | 3  | 156 | 161 | 55  |
| +006, | Sénateurs d'Ottawa    | 56 | 23 | 28 | 5  | 157 | 190 | 51  |
| +007, | Canucks de Vancouver  | 56 | 23 | 29 | 4  | 151 | 188 | 50  |

- En gras : vainqueur de division
- En italique : équipe qualifiée pour les séries

Avec cent-huitante-sept buts inscrits, les Maple Leafs possèdent la sixième attaque de la ligue, les meilleures étant l'Avalanche du Colorado avec cent-nonante-sept buts comptabilisés et les moins performants étant les Ducks d'Anaheim avec cent-vingt-six buts. Au niveau défensif, les Maple Leafs accordent cent-quarante-huit buts, soit la septième place pour la ligue, les Golden Knights de Vegas est l'équipe qui a concédé le moins de buts (cent-vingt-quatre) alors qu'au contraire, les Flyers de Philadelphie en accordent deux-cent-un buts.

### Meneurs de la saison
Auston Matthews est le joueur des Maple Leafs qui a inscrit le plus de buts (quarante et une), remportant ce classement au niveau de la ligue.
Le joueur comptabilisant le plus d'aides chez les Maple Leafs est Mitchell Marner avec quarante-sept, ce qui le classe au 4e rang au niveau de la ligue. le meilleur étant Connor McDavid des Oilers d'Edmonton avec septante et une passes comptabilisées.
Mitchell Marner, obtenant un total de soixante-sept points est le joueur des Maple Leafs le mieux placé au classement par point, terminant à la 4e place au niveau de la ligue. Connor McDavid en comptabilise cent-quatre pour remporter ce classement.
Au niveau des défenseurs, Morgan Rielly est le défenseur le plus prolifique de la saison avec un total de trente-cinq points, terminant à la 15e place au niveau de la ligue. Tyson Barrie des Oilers d'Edmonton est le défenseur comptabilisant le plus de points avec un total de quarante-huit.
Concernant les Gardien, Jack Campbell accorde quarante-six buts en mille-deux-cent-huitante-cinq minutes, pour un pourcentage d’arrêt de nonante-deux, cinq et Frederik Andersen accorde septante buts en mille-quatre-cent-ving minutes, pour un pourcentage d'arrêt de huitante-neuf, cinq. Jack Campbell est le gardien ayant accordé le moins de buts (quarante-trois) et Connor Hellebuyck le plus (cent-douze), Hellebuyck est également le gardien disputant le plus de minutes de jeu (deux-mille-six-cent-deux), Alexander Nedeljkovic est le gardien présentant le meilleur taux d’arrêts avec (nonante-trois, deux) et Carter Hart le pire (huitante-sept, sept.
À propos des recrues, Adam Brooks comptabilise cinq points, finissant à la 61e place au niveau de la ligue. Kirill Kaprizov du Wild du Minnesota est la recrue la plus prolifique avec un total de cinquante et un point.
Enfin, au niveau des pénalités, les Maple Leafs ont totalisé trois-cent-nonante minutes de pénalité dont quarante-neuf minutes pour Zach Bogosian, ils sont la cinquième équipe la plus disciplinée de la saison. Le joueur le plus pénalisé de la ligue est Tom Wilson des Capitals de Washington avec nonante-six minutes et l'équipe la plus pénalisée est le Lightning de Tampa Bay.

## Séries éliminatoires

### Déroulement des séries

#### Premier tour contre les Canadiens
Avec 77 points, les Leafs ont fini meilleure équipe de la division Nord à la fin de la saison régulière et affrontent donc le quatrième de ce classement, les Canadiens de Montréal. Les deux équipes historiques de la LNH ne se sont pas affrontées en série depuis les quarts de finale de 1979 qui se sont soldées par la victoire en 4 matchs secs des Canadiens. Ces derniers peuvent s'appuyer sur Carey Price devant leur filets et sur leur capitaine vétéran Shea Weber même si ceux-ci ont manqué une partie de la saison en raison de blessures.
Le premier match des séries est joué à Toronto dans une salle vide en raison de la pandémie de Covid-19, le Canada n'ayant pas encore autorisé le public à revenir dans les salles. Peu avant la 10e minute de jeu, Ben Chiarot des Canadiens de Montréal assène une mise en échec au capitaine de Toronto, John Tavares, qui tombe sur la glace et roule sur lui-même. Au même moment, Corey Perry de Montréal passe derrière Tavares et son genou vient heurter la tête du joueur de Toronto. Après plusieurs minutes d'arrêt de jeu, le capitaine des Maple Leafs est emmené hors de la salle sur une civière pour être conduit à l'hôpital. Quelques minutes après le retour au jeu, Josh Anderson lancé par Eric Staal part en échappée entre deux défenseurs de Toronto qu'il parvient à prendre de vitesse puis il trompe le portier de Toronto, Jack Campbell, d'un tir des poignets. Les deux équipes se séparent à la fin de la première période sur ce score de 1 à 0. Après cinq minutes de jeu dans le deuxième tiers-temps, William Nylander profite d'un rebond sur un lancer lointain pour tromper Price et permettre aux Maple Leafs de revenir dans le match. À une dizaine de minutes de la fin du match, alors que les Canadiens sont en infériorité numérique, Paul Byron part en échappée ; il est fauché par le défenseur suédois de Toronto, Rasmus Sandin, mais tout en glissant sur les genoux, il parvient à lever le palet au-dessus de Campbell et à l'envoyer au fond des filets. Malgré une pression importante dans les deux dernières minutes de jeu, la défense de Montréal et Price ne cèdent pas et les Canadiens l'emportent sur le score de 2 à 1.
| 20 mai 2021 | Toronto | 1-2 (0-1, 1-0, 0-1) | Montréal | Scotiabank Arena |

| Feuille de match | Feuille de match                         | Feuille de match | Feuille de match                                                        | Feuille de match                                                    |
| ---------------- | ---------------------------------------- | ---------------- | ----------------------------------------------------------------------- | ------------------------------------------------------------------- |
|                  | Nylander (Foligno, Rielly) — 24 min 28 s | 0-1 1-1 1-2      | Anderson (Staal, Toffoli) — 12 min 8 s Byron (Armia) — 52 min 44 s (IN) | Arbitrage : Brad Meier, Eric Furlatt David Brisebois, Scott Cherrey |
| Campbell         | Gardiens                                 | Price            |                                                                         | Arbitrage : Brad Meier, Eric Furlatt David Brisebois, Scott Cherrey |
| 15 min           | Pénalités                                | 13 min           |                                                                         | Arbitrage : Brad Meier, Eric Furlatt David Brisebois, Scott Cherrey |
| 36               | Tirs                                     | 30               |                                                                         | Arbitrage : Brad Meier, Eric Furlatt David Brisebois, Scott Cherrey |

| 22 mai 2021 | Toronto | 5-1 (1-1, 2-0, 2-0) | Montréal | Scotiabank Arena |

| Feuille de match | Feuille de match | Feuille de match        | Feuille de match                         | Feuille de match                                                      |
| ---------------- | --- | ----------------------- | ---------------------------------------- | --------------------------------------------------------------------- |
|                  | Spezza (Bogosian) — 12 min 25 s Matthews (Holl) — 25 min 15 s Sandin (Marner, Matthews) — 33 min 20 s (SN) Nylander (Matthews, Rielly) — 48 min 50 s (SN) Kerfoot (Nylander) — 58 min 32 s (CV) | 0-1 1-1 2-1 3-1 4-1 5-1 | Kotkaniemi (Armia, Toffoli) — 7 min 57 s | Arbitrage : Eric Furlatt, Kevin Pollock Scott Cherrey, Kiel Murchison |
| Campbell         | Gardiens | Price                   |                                          | Arbitrage : Eric Furlatt, Kevin Pollock Scott Cherrey, Kiel Murchison |
| 14 min           | Pénalités | 24 min                  |                                          | Arbitrage : Eric Furlatt, Kevin Pollock Scott Cherrey, Kiel Murchison |
| 34               | Tirs | 23                      |                                          | Arbitrage : Eric Furlatt, Kevin Pollock Scott Cherrey, Kiel Murchison |

| 24 mai 2021 | Montréal | 1-2 (0-0, 1-2, 0-0) | Toronto | Centre Bell |

| Feuille de match | Feuille de match                    | Feuille de match | Feuille de match                                                             | Feuille de match                                                          |
| ---------------- | ----------------------------------- | ---------------- | ---------------------------------------------------------------------------- | ------------------------------------------------------------------------- |
|                  | Suzuki (Perry, Tatar) — 33 min 56 s | 0-1 1-1 1-2      | Nylander (Kerfoot) — 27 min 18 s Rielly (Marner, James Brodie) — 36 min 35 s | Arbitrage : Graham Skilliter, Kevin Pollock Mark Shewchyk, Kiel Murchison |
| Price            | Gardiens                            | Campbell         |                                                                              | Arbitrage : Graham Skilliter, Kevin Pollock Mark Shewchyk, Kiel Murchison |
| 12 min           | Pénalités                           | 10 min           |                                                                              | Arbitrage : Graham Skilliter, Kevin Pollock Mark Shewchyk, Kiel Murchison |
| 29               | Tirs                                | 29               |                                                                              | Arbitrage : Graham Skilliter, Kevin Pollock Mark Shewchyk, Kiel Murchison |

| 25 mai 2021 | Montréal | 0-4 (0-0, 0-3, 0-1) | Toronto | Centre Bell |

| Feuille de match | Feuille de match | Feuille de match | Feuille de match | Feuille de match                                                         |
| ---------------- | ---------------- | ---------------- | --- | ------------------------------------------------------------------------ |
|                  |                  | 0-1 0-2 0-3 0-4  | Nylander (Galchenyuk, Kerfoot) — 21 min 27 s Spezza (Galchenyuk, Muzzin) — 32 min 28 s Thornton (Spezza, Kerfoot) — 34 min 56 s (SN) Galchenyuk (Kerfoot) — 56 min 29 s (CV) | Arbitrage : Graham Skilliter, Marc Joannette Mark Shewchyk, Steve Barton |
| Price            | Gardiens         | Campbell         | | Arbitrage : Graham Skilliter, Marc Joannette Mark Shewchyk, Steve Barton |
| 4 min            | Pénalités        | 8 min            | | Arbitrage : Graham Skilliter, Marc Joannette Mark Shewchyk, Steve Barton |
| 32               | Tirs             | 28               | | Arbitrage : Graham Skilliter, Marc Joannette Mark Shewchyk, Steve Barton |

| 27 mai 2021 | Toronto | 3-4 (pr) (0-2, 1-1, 2-0, 0-1) | Montréal | Scotiabank Arena |

| Feuille de match | Feuille de match | Feuille de match            | Feuille de match                                                                                              | Feuille de match                                                     |
| ---------------- | --- | --------------------------- | --- | -------------------------------------------------------------------- |
|                  | Hyman (Marner, Matthews) — 26 min 32 s Muzzin (Simmonds, Nylander) — 46 min 52 s Muzzin (Galchenyuk, Nylander) — 51 min 54 s | 0-1 0-2 0-3 1-3 2-3 3-3 3-4 | Armia — 5 min 13 s Armia (Perry, Staal) — 8 min 18 s Kotkaniemi — 24 min 52 s Suzuki (Caufield) — 60 min 59 s | Arbitrage : Marc Joannette, Brad Meier David Brisebois, Steve Barton |
| Campbell         | Gardiens | Price                       | | Arbitrage : Marc Joannette, Brad Meier David Brisebois, Steve Barton |
| 2 min            | Pénalités | 2 min                       | | Arbitrage : Marc Joannette, Brad Meier David Brisebois, Steve Barton |
| 35               | Tirs | 30                          | | Arbitrage : Marc Joannette, Brad Meier David Brisebois, Steve Barton |

| 29 mai 2021 | Montréal | 3-2 (pr) (0-0, 0-0, 2-2, 1-0) | Toronto | Centre Bell 2 500 spectateurs |

| Feuille de match | Feuille de match                                                                                               | Feuille de match    | Feuille de match                                              | Feuille de match                                                      |
| ---------------- | --- | ------------------- | ------------------------------------------------------------- | --------------------------------------------------------------------- |
|                  | Perry (Toffoli) — 45 min 26 s (SN) Toffoli (Suzuki, Petry) — 46 min 43 s (SN) Kotkaniemi (Byron) — 75 min 15 s | 1-0 2-0 2-1 2-2 3-2 | Spezza (Kerfoot) — 51 min 35 s Brodie (Engvall) — 56 min 49 s | Arbitrage : Kevin Pollock, Eric Furlatt Scott Cherrey, Kiel Murchison |
| Price            | Gardiens | Campbell            |                                                               | Arbitrage : Kevin Pollock, Eric Furlatt Scott Cherrey, Kiel Murchison |
| 8 min            | Pénalités | 8 min               |                                                               | Arbitrage : Kevin Pollock, Eric Furlatt Scott Cherrey, Kiel Murchison |
| 31               | Tirs | 43                  |                                                               | Arbitrage : Kevin Pollock, Eric Furlatt Scott Cherrey, Kiel Murchison |

| 31 mai 2021 | Toronto | 1-3 (0-0, 0-2, 1-1) | Montréal | Scotiabank Arena |

| Feuille de match | Feuille de match                          | Feuille de match | Feuille de match | Feuille de match                                                    |
| ---------------- | ----------------------------------------- | ---------------- | --- | ------------------------------------------------------------------- |
|                  | Nylander (Matthews, Spezza) — 58 min 24 s | 0-1 0-2 0-3 1-3  | Gallagher (Staal) — 23 min 2 s Perry (Suzuki, Gustafsson) — 35 min 25 s (SN) Toffoli (Staal, Danault) — 57 min 22 s (CV) | Arbitrage : Brad Meier, Kevin Pollock Scott Cherrey, Kiel Murchison |
| Campbell         | Gardiens                                  | Price            | | Arbitrage : Brad Meier, Kevin Pollock Scott Cherrey, Kiel Murchison |
| 2 min            | Pénalités                                 | 4 min            | | Arbitrage : Brad Meier, Kevin Pollock Scott Cherrey, Kiel Murchison |
| 31               | Tirs                                      | 23               | | Arbitrage : Brad Meier, Kevin Pollock Scott Cherrey, Kiel Murchison |

- Cet article est partiellement ou en totalité issu de l'article intitulé « Séries éliminatoires de la Coupe Stanley 2021 » (voir la liste des auteurs).

### Statistiques des joueurs
| No | Nationalité | Joueur        | PJ | V | D | Min | BC | BL | Moy  | %Arr | A | Pun |
| -- | ----------- | ------------- | -- | - | - | --- | -- | -- | ---- | ---- | - | --- |
| 36 | États-Unis  | Jack Campbell | 7  | 3 | 4 | 431 | 13 | 1  | 1,81 | 93,4 | 0 | 0   |

| No | Nationalité | Joueur              | PJ | B | A | Pts | Pun |
| -- | ----------- | ------------------- | -- | - | - | --- | --- |
| 3  | États-Unis  | Justin Holl         | 7  | 0 | 1 | 1   | 4   |
| 8  | Canada      | Jake Muzzin         | 6  | 2 | 1 | 3   | 0   |
| 22 | États-Unis  | Zach Bogosian       | 7  | 0 | 1 | 1   | 0   |
| 23 | Canada      | Travis Dermott      | 3  | 0 | 0 | 0   | 0   |
| 38 | Suède       | Rasmus Sandin       | 5  | 1 | 0 | 1   | 0   |
| 44 | Canada      | Morgan Rielly       | 7  | 1 | 2 | 3   | 0   |
| 78 | Canada      | Thomas James Brodie | 7  | 1 | 1 | 2   | 4   |

| No | Nationalité | Joueur               | Poste | PJ | B | A | Pts | Pun |
| -- | ----------- | -------------------- | ----- | -- | - | - | --- | --- |
| 11 | Canada      | Zach Hyman           | AG    | 7  | 1 | 0 | 1   | 4   |
| 12 | États-Unis  | Alexander Galchenyuk | C     | 6  | 1 | 3 | 4   | 4   |
| 15 | Canada      | Alexander Kerfoot    | C     | 7  | 1 | 5 | 6   | 4   |
| 16 | Canada      | Mitchell Marner      | AD    | 7  | 0 | 4 | 4   | 4   |
| 19 | Canada      | Jason Spezza         | C     | 7  | 3 | 2 | 5   | 4   |
| 24 | Canada      | Wayne Simmonds       | AD    | 7  | 0 | 1 | 1   | 2   |
| 29 | Canada      | Riley Nash           | C     | 2  | 0 | 0 | 0   | 0   |
| 34 | États-Unis  | Auston Matthews      | C     | 7  | 1 | 4 | 5   | 0   |
| 47 | Suède       | Pierre Engvall       | AG    | 6  | 0 | 1 | 1   | 12  |
| 65 | Russie      | Ilia Mikheïev        | AD    | 7  | 0 | 0 | 0   | 0   |
| 71 | États-Unis  | Nicholas Foligno     | AG    | 4  | 0 | 1 | 1   | 5   |
| 77 | Canada      | Adam Brooks          | C     | 2  | 0 | 0 | 0   | 2   |
| 88 | Canada      | William Nylander     | AD    | 7  | 5 | 3 | 8   | 4   |
| 91 | Canada      | John Tavares         | C     | 1  | 0 | 0 | 0   | 0   |
| 97 | Canada      | Joseph Thornton      | C     | 7  | 1 | 0 | 1   | 2   |